# Parepisparis kunupii
Parepisparis kunupii là một loài bướm đêm trong họ Geometridae.